# Ішкулов Еміль Шамільович
Емі́ль Шамі́льович Ішку́лов (нар. 6 червня 1987) — полковник Збройних сил України. Командир 80-ї окремої десантно-штурмової бригади (2022—2024). Повний лицар ордена Богдана Хмельницького.

## З життєпису
Народився у Таджикистані, у п'ятирічному віці разом з батьками перебрався до міста Скадовськ на Херсонщині. За національністю — татарин.
2009 року закінчив Львівський інститут Сухопутних військ Національного університету «Львівська політехніка», спеціальність «бойове застосування та управління діями аеромобільних підрозділів».[джерело?]

### Російсько-українська війна
На початок 2014 року був командиром розвідувального взводу у 25-й повітрянодесантній бригаді. Його підрозділ направили на охорону Мелітопольського аеродрому.
14 березня 2014 року у складі підрозділу на техніці здійснив 480-кілометровий марш. З 28 березня 2014 року брав участь в охороні та обороні державного кордону України поблизу Амвросіївки.[джерело?]
З 1 червня 2014-го особовий склад розвідувального взводу під керівництвом Ішкулова знищили понад 15 укріплених вогневих позицій противника та завдали вагомих втрат збройним формуванням противника в особовому складі й техніці.[джерело?]
Брав активну участь в утриманні кургану Савур-Могила. З особовим складом розвідувального взводу виявив та знешкодив ворожу вогневу позицію у місті Шахтарськ, чим забезпечив просування основних сил бригади до необхідного рубежу.[джерело?]

### Російське вторгнення 2022 року
Російське вторгнення 2022 року зустрів у Авдіївці. Місто передали новосформованій 110-й механізованій бригаді, після чого Еміля направили на Запорізький напрямок, де він прийняв під командування 5-ту батальйонно-тактичну групу 81-ї бригади.
Наприкінці 2022 року був призначений командиром 80-ї десантно-штурмової бригади.
Наприкінці липня 2024 командири батальйонів, дивізіонів і рот 80-ї бригади поширили звернення, в якому закликали не знімати Еміля з посади командира бригади. Після розголосу в ЗМІ командування ДШВ ЗСУ заявило, що Еміль Ішкулов іде на підвищення. На підтримку Еміля Ішкулова виступив командир 3 ОШБр полковник Андрій Білецький. Він заявив, що його дивує переведення такого ефективного командира і висловив сподівання, що це помилка. В інтерв'ю на ютуб-каналі Суспільне Новини заступник директора українського «Центру досліджень армії, конверсії та роззброєння» Михайло Самусь розповів, що Еміль Ішкулов був знятий з посади командира бригади після того, як він виступив проти проведення операції ЗСУ в Курській області, мотивувавши це тим, що бригада не в змозі досягти поставлених цілей.

## Нагороди
- Орден Богдана Хмельницького I ступеня (30 грудня 2023) — за особисту мужність, виявлену у захисті державного суверенітету та територіальної цілісності України, самовіддане виконання військового обов'язку[8];
- Орден Богдана Хмельницького II ступеня (17 листопада 2022) — за особисту мужність і самовіддані дії, виявлені у захисті державного суверенітету та територіальної цілісності України, вірність військовій присязі[9];
- Орден Богдана Хмельницького III ступеня (14 серпня 2014) — за особисту мужність і героїзм, виявлені у захисті державного суверенітету та територіальної цілісності України[10];
- Орден «За мужність» III ступеня[11]
- Медаль «За військову службу Україні» (4 грудня 2014) — за особисту мужність і героїзм, виявлені у захисті державного суверенітету та територіальної цілісності України, вірність військовій присязі, високий професіоналізм та з нагоди Дня Збройних Сил України[12]